# Aleksandr Skvorcov (hockeista su ghiaccio)
Aleksandr Vikent'evič Skvorcov (in russo Александр Викентьевич Скворцов?; Nižnij Novgorod, 28 agosto 1954 – Mosca, 4 febbraio 2020) è stato un hockeista su ghiaccio russo, fino al 1991 sovietico.

## Palmarès

### Olimpiadi invernali
- 2 medaglie[1]:
  - 1 oro (Sarajevo 1984)
  - 1 argento (Lake Placid 1980)